# Escudo de Sídney
La versión actual del escudo de la ciudad de Sídney fue aprobada en 1996, cuando el Ayuntamiento de la ciudad decidió adoptar una composición más sencilla y que incorporase algún elemento que representara a la población aborigen. El diseño elegido es el característico de un logotipo.

## Descripción
Consiste en un escudo con su campo de azur (azul) en el que se muestra un ancla de plata (color blanco) cargada de una corona mural de oro (amarilla). La corona y el ancla son dos emblemas muy conocidos de la ciudad, presentes en todas las versiones anteriores de su heráldica. El ancla alude a la condición de Sídney como puerto marítimo y al descubrimiento de Australia por parte de un oficial de la Marina Real Británica. La corona mural se suele emplear como símbolo del poder y la autoridad de las corporaciones municipales.

### Campo
El campo del escudo está aumentado de un jefe (la división que ocupa la tercera parte superior) con los escudos personales simplificados del político británico Lord Sydney y de Thomas Hughes, alcalde (Lord Mayor) de Sídney. En la parte central del jefe heráldico puede observarse una cruz de azur cargada de un bezante sobre fondo de plata. En las versiones anteriores se trataba de la Cruz de San Jorge con el orbe de las armas concedidas al capitán James Cook, descubridor de Australia. La Cruz de San Jorge forma parte del pabellón de Guerra del Reino Unido, en tiempos de Cook.

### Timbre
El timbre heráldico es una estrella de oro con seis puntas. Alrededor del escudo propiamente dicho aparecen colocadas, la Serpiente Arco Iris en la diestra (izquierda del espectador) y una cuerda enrollada en la siniestra. La Serpiente Arco Iris forma parte de la mitología aborigen australiana y la cuerda, otro elemento marinero, es el símbolo del origen diverso de la población no aborigen. La serpiente y la cuerda están entrelazadas, representando la armonía cultural existente entre los habitantes de Sídney con independencia de su origen. En la parte inferior, en una cinta de azur y de oro, puede leerse la inscripción CITY OF SYDNEY que en inglés significa Ciudad de Sídney. 